# Ángel Cayetano
Ángel Gabriel Cayetano Pírez (Melo, Uruguay, 8 de enero de 1991) es un futbolista uruguayo. Juega como mediocentro defensivo y actualmente milita en Club Plaza Colonia de la Primera División de Uruguay. Fue internacional con la selección sub-20 de Uruguay.

## Trayectoria

### Danubio
Realizó las divisiones menores en Danubio. Fue ascendido al plantel principal debido a su participación en menores, en el Sudamericano Sub-20 de 2011 realizado en Perú y Copa Mundial Sub-20 de 2011 jugado en Colombia. Hizo su debut profesional el 6 de marzo del 2011 frente al Liverpool Fútbol Club, en una victoria 3 a 2 a favor de Danubio. Fue Eduardo Acevedo el técnico encargado de hacerlo debutar. Jugó la Copa Sudamericana 2012 frente al Club Olimpia, terminando expulsado en el partido. Con la llegada de Leonardo Ramos fue perdiendo espacio en el plantel titular, siendo utilizado como recambio. Jugó al lado de futbolista como Álvaro Recoba y Matías Vecino.
A inicios del 2014 sería fichado por el Racing Club de Montevideo que era dirigido por Mauricio Larriera. Estuvo solo un semestre y jugó 12 partidos. En julio del 2014 se marchó a Suiza a pasar unas pruebas en la Associazione Calcio Lugano, donde no quedaría por acuerdos económicos. Luego ficharía por Cerro Largo para jugar la Segunda División de Uruguay.

### Real Garcilaso
En el 2016 fichó junto a su compatriota Sebastián Gallegos por Real Garcilaso. Tendría un semestre irregular, debido a que no jugó los partidos deseados, además de ser expulsado frente a Alianza Lima en el estadio Alejandro Villanueva. Jugaría 11 partidos en toda la temporada con el conjunto cusqueño en ese año compartió equipo con Iván Santillán, Joao Villamarín que tiempo después serían compañeros en el Universitario de Deportes.
Luego de temporadas regulares en fútbol uruguayo, se marcharía al Ascenso MX para jugar por Tampico Madero. Jugó al lado de su compatriota Yonatan Irrazábal.

### Cerro largo
Para la temporada 2020 sería fichado por el Cerro Largo para esta temporada anotaría 2 goles en 29 partidos. En la temporada 2021 haría un gran torneo clausura y campeonato jugando 29 partidos anotando 5 goles y 1 asistencia 

### Universitario de Deportes
En una conferencia de prensa hecha el 7 de diciembre del 2021 por la administración de Universitario de Deportes, se confirmó su contratación, por pedido expreso del técnico Gregorio Pérez, para la temporada 2022 de cara al torneo local y Copa Libertadores 2022. Anotaría por la Noche Crema el primer gol ante el Sociedad Deportiva Aucas el partido terminaría 2-3 a favor del equipo ecuatoriano. Debutaría oficialmente con el plantel merengue en la primera fecha del Torneo Apertura en una victoria 3 a 0 frente a la Academia Cantolao. Anotaría su 1 gol con la frente a la Cesar Vallejo. Jugó la Copa Libertadores 2022 frente a Barcelona, sin embargo, perdería la llave en la segunda ronda del torneo. A pesar de tener participación en casi todos los encuentros del equipo en el Apertura, la dirigencia prefirió rescindirle contrato al término de la misma con el objetivo de preferir tener otro extranjero en el plantel para el Torneo Clausura 2022. 

## Selección nacional
Ha disputado partidos con la selección juvenil de Uruguay. Jugó el Sudamericano Sub-20 de 2011 y la Copa Mundial de Fútbol Sub-20 de 2011.

#### Participaciones en Sudamericanos
| Copa                        | Sede | Resultado  | Partidos | Goles |
| --------------------------- | ---- | ---------- | -------- | ----- |
| Sudamericano Sub-20 de 2011 | Perú | Subcampeón | 8        | 0     |

#### Participaciones en Copas del Mundo
| Mundial                     | Sede     | Resultado    | Partidos | Goles |
| --------------------------- | -------- | ------------ | -------- | ----- |
| Copa Mundial Sub-20 de 2011 | Colombia | Primera Fase | 3        | 0     |

## Clubes
| Club                      | País    | Año           | PJ | Goles |
| ------------------------- | ------- | ------------- | -- | ----- |
| Danubio                   | Uruguay | 2011-2013     | 32 | 1     |
| Racing de Montevideo      | Uruguay | 2014          | 12 | 0     |
| Cerro Largo               | Uruguay | 2014          | 13 | 2     |
| Racing de Montevideo      | Uruguay | 2015          | 9  | 0     |
| Real Garcilaso            | Perú    | 2016          | 11 | 0     |
| Racing de Montevideo      | Uruguay | 2016-2018     | 64 | 1     |
| Tampico Madero            | México  | 2019          | 7  | 0     |
| Cerro Largo               | Uruguay | 2020-2021     | 58 | 7     |
| Universitario de Deportes | Perú    | 2022          | 16 | 1     |
| Deportivo Maldonado       | Uruguay | 2023          | 24 | 1     |
| Magallanes                | Chile   | 2024          |    |       |
| Club Plaza Colonia        | Uruguay | 2025-presente |    |       |